# Tragödie der Liebe
Pour plus de détails, voir Fiche technique et Distribution.
Tragödie der Liebe est un film allemand réalisé par Joe May, sorti en 1923.

## Synopsis
Le mari de la comtesse Manon Moreau est retrouvé assassiné et un certain André Rabatin, membre du même club de gentlemen que le comte Moreau, est soupçonné d'avoir commis le crime. Il clame son innocence devant la veuve et affirme que la mort du comte a dû être un accident tragique. Au fil du temps, Manon commence à tomber amoureuse du suspect Rabatin, qui lui semble incapable d'un acte de violence aussi brutal. Mais cette relation naissante avec Rabatin la fait elle-même soupçonner d'avoir assassiné son mari et bientôt on commence à enquêter sur elle aussi.
Entre-temps, un autre meurtre est commis, cette fois-ci c'est le serviteur du comte Moreau, Jean, qui meurt violemment. Le coupable est rapidement identifié comme étant le lutteur Ombrade, un personnage très musclé à l'esprit pas très clair. Jean était au mauvais endroit au mauvais moment, car il s'est retrouvé pris entre deux feux lorsqu'Ombrade a voulu empêcher un tête-à-tête entre sa maîtresse Musette et le comte. Musette est une vraie garce qui joue avec les hommes et sait exactement comment les utiliser pour atteindre ses propres objectifs. Lors des deux procès pour meurtre qui suivent, André Rabatin et Ombrade sont reconnus coupables et condamnés aux travaux forcés. La comtesse Moreau quitte la salle d'audience en femme libre.
Dix ans plus tard. La comtesse Manon Moreau revient à Paris, où la tragédie a commencé, après une longue absence. À la suite du meurtre de son époux et de la condamnation de son nouvel amant Rabatin, elle avait quitté la ville. Manon a eu une petite fille, Kitty, mais celle-ci vit avec sa grand-mère. Manon se rend en ville pour recueillir l'enfant mais sa mère l'en empêche. Un jour, une réunion de famille surprenante a lieu auxquelles assistent Manon, Kitty et André Rabatin, qui a été libéré de prison. Manon constate avec horreur qu'André et Kitty sont tombés amoureux.
Manon rend visite à Rabatin dans son appartement et lui demande instamment de ne pas toucher à Kitty, car elle craint qu'il n'entraîne également la jeune femme dans le tourbillon de leurs deux vies malheureuses. Entre-temps, le brutal Ombrade a lui aussi été libéré de prison. Il est toujours sous l'influence néfaste de la manipulatrice Musette. Celle-ci le rend jaloux avec Rabatin et fou de rage, Ombrade s'introduit dans l'appartement de ce dernier pour le tuer. Une fois de plus, les soupçons de meurtre se portent sur la comtesse Manon et une fois de plus, l'enquête de police révèle son innocence. Manon et Kitty peuvent enfin planifier ensemble leur vie de mère et de fille.

## Fiche technique
- Titre : Tragödie der Liebe
- Réalisation : Joe May
- Scénario : Adolf Lantz et Leo Birinski
- Photographie : Karl Platen et Sophus Wangøe
- Pays d'origine : République de Weimar
- Format : Noir et blanc - 1,33:1 - Film muet
- Genre : drame
- Date de sortie : 1923

## Distribution
- Mia May : Manon Moreau
- Emil Jannings : Ombrade
- Erika Glässner (en) : Musette
- Vladimir Gaïdarov : André Rabatin
- Ida Wüst : Madame de la Roqère
- Hermann Vallentin : Komissar
- Arnold Korff : Det. Henry Beaufort
- Charlotte Ander : Kitty Moreau
- Loni Nest : Kitty als Kind
- Irmgard Bern : Yvonne
- Hedwig Pauly-Winterstein : Adrienne Moreau
- Curt Goetz : Staatsanwalt
- Kurt Vespermann : Staatsanwalt-Substitut
- Marlene Dietrich : Lucy
- Rudolf Forster : Francois Moreau
- Paul Biensfeldt
- Hans Wassmann
- Paul Graetz
- Hans Kuhnert
- Rudolf Lettinger
- Ferry Sikla
- Lena Amsel (en)
- Hertha von Walther